# جيمس رايلي (كاتب)
جيمس رايلي (بالإنجليزية: James Riley)‏ هو كاتب أمريكي، ولد في 9 مايو 1977 في كونيتيكت في الولايات المتحدة.